# Psyche takahashii
Psyche takahashii är en fjärilsart som beskrevs av Jinhaku Sonan 1935. Psyche takahashii ingår i släktet Psyche och familjen säckspinnare. Inga underarter finns listade.